# Airat Ilgisarowitsch Mardejew

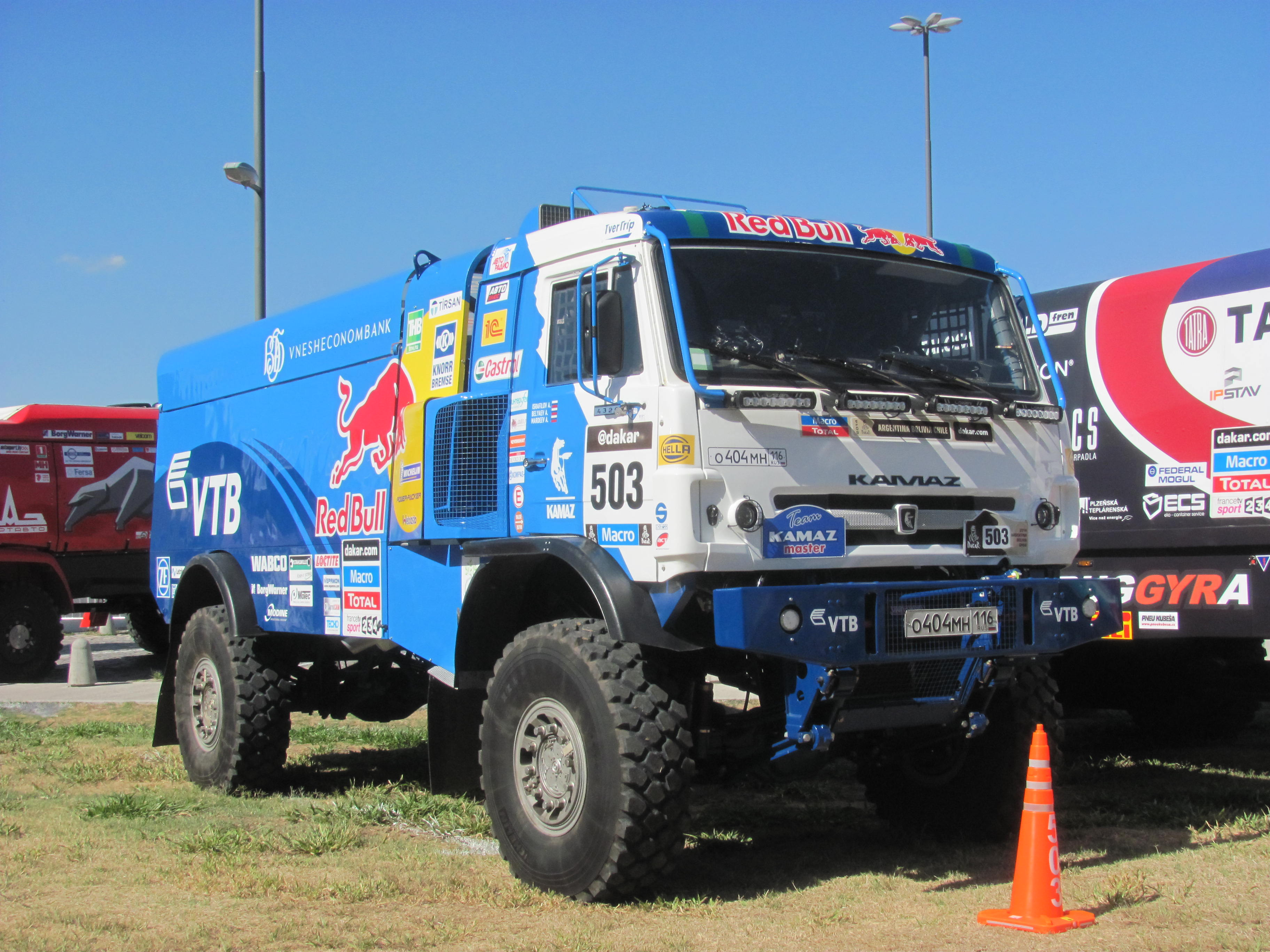
Mardejews KAMAZ bei der Rallye Dakar 2014

Airat Ilgisarowitsch Mardejew (russisch Айрат Ильгизарович Мардеев, wiss. Transliteration Ajrat Il'gizarovič Mardeev; * 1. Januar 1987 in Nabereschnyje Tschelny, Tatarische Autonome Sozialistische Sowjetrepublik) ist ein russischer Rallyefahrer und zweifacher Sieger der Silk Way Rally sowie Sieger der Rallye Dakar in der Lkw‑Kategorie Er fährt für das KAMAZ‑Master-Team.

## Karriere
Mardejew wurde in der heutigen russischen autonomen Republik Tatarstan geboren. Sein Vater ist der bei einem Quad-Unfall tödlich verunglückte Rallyefahrer Ilgisar Mardejew, durch den er zum Kartsport kam. Wie auch seine Teamkollegen Andrei Karginow und Eduard Nikolajew, gewann Mardejew mehrere nationale Meisterschaften. Diese Erfolge führten ihn 2006 zum Rallyesport in das KAMAZ‑Master‑Team, beim dem er zunächst als Mechaniker und Testfahrer tätig war. In den folgenden zwei Jahren 2007 und 2008 fuhr er erste Rallyes als Mechaniker und später als Fahrer. Zur Rallye Dakar trat er 2009 und 2011 als Mechaniker und ab 2013 als Fahrer an. Im Jahr 2015 gewann er die Rallye Dakar in der Lkw-Kategorie.

## Erfolge

### Mechaniker
- Rallye Dakar 2009: 4. Platz
- Rallye Dakar 2011: 4. Platz

### Fahrer
- Silk Way Rally 2011: 5. Platz
- Silk Way Rally 2012: 1. Platz
- Rallye Dakar 2013: 2. Platz
- Rallye Dakar 2015: 1. Platz
- Rallye Dakar 2016: 2. Platz
- Silk Way Rally 2016: 1. Platz
- Rallye Dakar 2017: 5. Platz
- Silk Way Rally 2017: 3. Platz
- Rallye Dakar 2018: 3. Platz
- Rallye Dakar 2021: 3. Platz